# 贝洛 (塞纳-马恩省)
贝洛（法語：Bellot，法語發音：[bɛlo] ⓘ）是法国塞纳-马恩省的一个市镇，属于普罗万区。

## 地理
贝洛（48°51'24"N, 3°19'6"E）面积16.36 平方千米，位于法国法蘭西島大區塞纳-马恩省，该省份为法国北部内陆省份，北起瓦兹省，西接埃松省、马恩河谷省、塞纳-圣但尼省和瓦兹河谷省，南至卢瓦雷省，东南接约讷省，东临马恩省和奥布省，东北接埃纳省。
与贝洛接壤的市镇（或旧市镇、城区）包括：戈謝堡、萨布洛尼耶尔、圣巴泰勒米、圣莱热、韦尔德洛、贝洛新城。

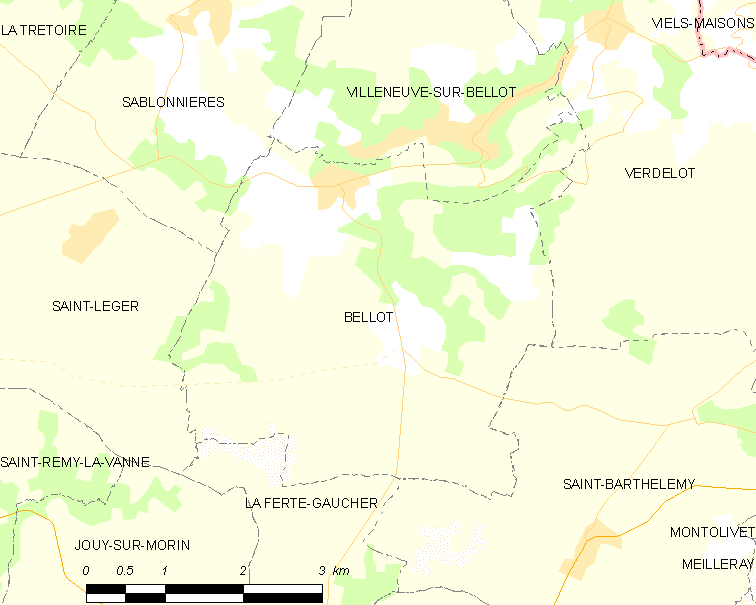
的OSM定位图

贝洛的时区为UTC+01:00、UTC+02:00（夏令时）。

## 行政
贝洛的邮政编码为77510，INSEE市镇编码为77030。

## 政治
贝洛所属的省级选区为库洛米耶县。

## 人口

1962-2008年间人口变化图示

贝洛于2022年1月1日时的人口数量为776人。